# Ko Pin-yi
Ko Pin-yi (* 31. Mai 1989) ist ein taiwanischer Poolbillardspieler. Er wurde 2015 Weltmeister in den Disziplinen 10-Ball und 9-Ball.

## Karriere

### Einzel
Nachdem Ko 2005 bei der 9-Ball-WM im Alter von 16 Jahren bereits den 33. Platz erreicht hatte, wurde er 2006 Vizeweltmeister der Junioren. Im Finale verlor er gegen seinen Landsmann Wu Yu-lun. Ein Jahr später gewann er das Finale gegen Wu.
Bei der 9-Ball-WM 2007 erreichte Ko erneut die Runde der letzten 64, verlor aber gegen den Serben Goran Mladenovic mit 8:10.
Im Mai 2008 schied Ko beim World Pool Masters nach Siegen gegen Ralf Souquet und Tony Drago im Halbfinale gegen den Finnen Mika Immonen aus.
Beim Qatar World Open 9-Ball Tournament wurde er Neunter. Im Oktober erreichte Ko bei der 10-Ball-WM das Sechzehntelfinale, das er jedoch gegen Immonen verlor. Zudem wurde er 2008 erneut Junioren-Weltmeister.
Bei der Asian 9-Ball-Tour gewann er durch einen dritten Platz erstmals eine Medaille.
2009 wurde Ko Fünfter bei den Japan Open, bei den Philippines Open kam er auf den 13. Platz. Im Juni 2009 erreichte er bei den China Open den 17. Platz. Beim Qatar World Open 9-Ball Tournament gelang es ihm ins Finale einzuziehen. In diesem unterlag er aber dem Finnen Immonen. 2010 belegte Ko bei den Japan Open erneut den fünften Platz. Bei 8-Ball-WM erreichte er das Achtelfinale, welches er gegen den Engländer Darren Appleton mit 8:10 verlor. Beim World Pool Masters im Mai 2010 schied Ko bereits in der Vorrunde aus. Wenige Tage später belegte er bei den US Open im 10-Ball den 17. Platz. Bei der 9-Ball-Weltmeisterschaft verlor Ko das Sechzehntelfinale gegen den späteren Weltmeister Francisco Bustamante mit 8:11.
Bei den China Open im September 2010 kam Ko ebenfalls auf den 17. Platz. Bei den Asienspielen hingegen erreichte er das Halbfinale, in dem er dem Philippiner Warren Kiamco mit 7:9 unterlag. Bei den All Japan Open Championship 2010 wurde Ko Neunter.
Im Juni 2011 wurde Ko Neunter bei den China Open. Wenige Tage später erreichte er auch bei der 9-Ball-WM das Achtelfinale. Er verlor dort gegen den Engländer Daryl Peach mit 9:11. Im Juli 2011 gewann Ko die World Series of Pool. Im November gewann er zudem im Finale gegen Wu Jiaqing die All Japan Open Championship.
2012 schied Ko Pin-yi bei der 8-Ball-WM sowie bei der 9-Ball-WM im Viertelfinale aus. Bei den China Open belegte er im September den 17. Platz. Im Oktober 2012 wurde Ko Neunter beim World Pool Masters und erreichte bei den 9-Ball-US Open den 25. Platz. Bei den All Japan Championship wurde er 2012 Fünfter.
Bei den China Open 2013 wurde Ko Neunter. Bei den Asian Indoor & Martial Arts Games 2013 gewann Ko durch einen 9:4-Finalsieg gegen den Kuwaiter Abdullah Al Yousef die Goldmedaille im 9-Ball der Herren. Im Juli 2013 erreichte er zudem sowohl bei den 10-Ball-US Open, als auch bei den US Open im 8-Ball den fünften Platz. Bei der 9-Ball-WM erreichte Ko das Achtelfinale, verlor dieses aber gegen den späteren Vizeweltmeister Antonio Gabica mit 9:11. Im November 2013 gewann er durch einen 11:10-Finalsieg gegen seinen Landsmann Chang Jung-lin zum zweiten Mal die All Japan Championship.
2014 belegte Ko bei den China Open den 17. Platz. Ebenfalls im Juni 2014 erreichte er das Achtelfinale der 9-Ball-WM, schied dort aber gegen den Philippiner Carlo Biado aus.
Im Juli 2014 gewann Ko Pin-yi die CSI Invitational 10-Ball Championship im Finale gegen seinen jüngeren Bruder Ko Ping-chung und wurde Dritter bei der CSI Invitational 8-Ball Championship.
Im Februar 2015 gelang Ko bei der 10-Ball-WM der Einzug ins Finale, nachdem er das Halbfinale gegen seinen Bruder gewonnen hatte. Im Finale besiegte er den Philippiner Carlo Biado mit 11:9 und wurde somit erstmals Weltmeister. Durch den Titelgewinn erreichte er mit dem zweiten Platz seine bis dahin beste Platzierung in der Weltrangliste. Beim World Pool Masters 2015 schied er im Achtelfinale gegen Mark Gray aus.
Im September 2015 erreichte Ko nach Siegen gegen Carlo Biado, John Morra, Warren Kiamco und Wu Jiaqing das Finale der 9-Ball-Weltmeisterschaft und gewann dieses mit 13:11 gegen den Amerikaner Shane van Boening. Nach der WM wurde er erstmals Weltranglistenerster und blieb dies bis August 2016.
Bei der Chinese 8-Ball World Championship 2016 erreichte Ko das Achtelfinale. Im August 2016 schied er bei der 9-Ball-Weltmeisterschaft in der Runde der letzten 64 gegen den Schotten Jayson Shaw aus. Bei den China Open 2016 gelangte er ins Halbfinale, in dem er dem späteren Turniersieger Wu Jiaqing mit 6:11 unterlag. Bei den US Open 2016 wurde er Neunter. Im November 2016 schied er im Halbfinale der Kuwait Open mit 10:11 gegen den späteren Turniersieger Jayson Shaw aus. Ende des Monats gewann er durch einen 11:3-Sieg im Finale gegen den Philippiner Jeffrey de Luna zum dritten Mal die All Japan Championship.

### Mannschaft
Ko nahm bislang viermal am World Cup of Pool teil. Dabei erreichte er zunächst dreimal das Halbfinale. 2010 verlor er gemeinsam mit Chang Jung-lin gegen die Philippiner Ronato Alcano und Dennis Orcollo mit 8:9, 2011 schied er mit seinem Bruder Ko Ping-chung gegen die Thailänder Nitiwat Kanjanasri und Kobkit Palajin aus, 2013 unterlag er mit Chang den späteren Turniersiegern Lee Van Corteza und Dennis Orcollo mit 7:9. 2015 gewann er gemeinsam mit Chang Yu-lung den World Cup of Pool durch einen 10:8-Sieg im Finale gegen die Engländer Mark Gray und Daryl Peach.
Zudem nahm Ko zweimal mit der taiwanischen Nationalmannschaft an der Team-WM teil. Nachdem er 2012 mit dieser, durch einen 4:0-Sieg gegen Japan, Weltmeister wurde, folgte 2014 das Viertelfinal-Aus gegen den späteren Vizeweltmeister, die Philippinen.
2010 gewann Ko mit der asiatischen Mannschaft das Asia versus Europe Challenge Match.

## Erfolge
| Einzel                             | Einzel           |
| ---------------------------------- | ---------------- |
| Junioren-Weltmeister:              | 2007, 2008       |
| All Japan Championship:            | 2011, 2013, 2016 |
| Asian Indoor & Martial Arts Games: | 2013             |
| 10-Ball-Weltmeister:               | 2015             |
| 9-Ball-Weltmeister:                | 2015             |
| Mannschaft                         |                  |
| Weltmeister:                       | 2012             |
| World Cup of Pool:                 | 2015             |